# Jacky Donkor
Jacky Donkor (Gand, 12 novembre 1998) è un calciatore belga, attaccante dell'Excelsior.

## Carriera
Cresciuto nei settori giovanili di Gent, Anderlecht, West Bromwich e Lokeren, il 18 luglio 2019 viene acquistato dal Fortuna Sittard, firmando un contratto biennale con opzione di un altro anno; il 18 gennaio 2020 ha esordito in Eredivisie, in occasione dell'incontro perso per 1-3 contro il Vitesse, subentrando al 77' a Vitalie Damașcan, in quella che oltre ad essere la sua unica presenza stagionale è stata anche la sua prima partita in carriera tra i professionisti. Non riuscendo a trovare spazio in squadra, il 6 ottobre 2020 viene ceduto in prestito all'Eindhoven, in seconda divisione. Il 24 agosto 2021, dopo tre reti (le sue prime in carriera tra i professionisti) in 26 presenze nella stagione precedente, viene acquistato a titolo definitivo dal Dordrecht, altro club della seconda divisione olandese, con il quale nella stagione 2021-2022 va in rete per 6 volte in 32 partite di campionato giocate. Il 21 luglio 2022 viene ceduto all'Excelsior, neopromosso in Eredivisie, legandosi al club con un contratto triennale.

## Statistiche

### Presenze e reti nei club
Statistiche aggiornate al 13 novembre 2022.
| Stagione        | Squadra         | Campionato      | Campionato | Campionato | Coppe nazionali | Coppe nazionali | Coppe nazionali | Coppe continentali | Coppe continentali | Coppe continentali | Altre coppe | Altre coppe | Altre coppe | Totale | Totale |
| Stagione        | Squadra         | Comp            | Pres       | Reti       | Comp            | Pres            | Reti            | Comp               | Pres               | Reti               | Comp        | Pres        | Reti        | Pres   | Reti   |
| --------------- | --------------- | --------------- | ---------- | ---------- | --------------- | --------------- | --------------- | ------------------ | ------------------ | ------------------ | ----------- | ----------- | ----------- | ------ | ------ |
| 2019-2020       | Fortuna Sittard | ED              | 1          | 0          | CO              | 1               | 0               |                    | -                  | -                  |             | -           | -           | 2      | 0      |
| 2020-2021       | Eindhoven       | 1D              | 26         | 3          | CO              | 1               | 0               |                    | -                  | -                  |             | -           | -           | 27     | 3      |
| 2021-2022       | Dordrecht       | 1D              | 32         | 6          | CO              | 1               | 0               |                    | -                  | -                  |             | -           | -           | 33     | 6      |
| 2022-2023       | Excelsior       | ED              | 6          | 0          | CO              | 0               | 0               |                    | -                  | -                  |             | -           | -           | 6      | 0      |
| Totale carriera | Totale carriera | Totale carriera | 65         | 9          |                 | 3               | 0               |                    | -                  | -                  |             | -           | -           | 68     | 9      |